# توماس جوزيف كيلي
توماس جوزيف كيلي (بالإنجليزية: Thomas Joseph Kelly)‏ هو مدرب خيول أمريكي، ولد في 23 سبتمبر 1919 في بالتيمور في الولايات المتحدة، وتوفي في 19 أبريل 2013.